# Эйнар (рэпер)
Нильс Курт Эрик Эйнар Грёнберг (швед. Nils Kurt Erik Einar Grönberg), более известный как Эйнар (швед. Einár ) (5 сентября 2002, Стокгольм, Дален — 21 октября 2021, Хаммарбю Шёстад, Стокгольм) — шведский рэп-исполнитель. Выпустил четыре альбома, два из которых возглавили шведский чарт Sverigetopplistan. В 2019 году выиграл приз Musikförläggarnas (швед. "Музыкальные издатели") в номинации «Прорыв года», а в 2020 году он получил две «Грэммис», старейшую в Швеции награду в области поп-музыки. Две из его песен заняли первые места в чарте синглов, а четыре были сертифицированы Шведской ассоциацией звукозаписывающих компаний платиновыми. Появлялся на сингле номер один «Gamora» группы Hov1.

## Биография
Эйнар родился 5 сентября 2002 года в творческой семье в Швеции города Стокгольм. В возрасте 17 лет он был арестован и получил постановление об антиобщественном поведении. Несколько месяцев жил в закрытом центре для несовершеннолетних.
Его первый сольный трек под названием «Gucci / Duckar Popo» насчитал более миллиона прослушиваний на Spotify. Его второй музыкальный сингл «Katten i trakten» занял первое место в шведском чарте синглов в феврале 2019 года. Его следующий сингл «Rör mig» в мае 2019 года вошел в чарт Sverigetopplistan под номером 3 в первую неделю выпуска.
Эйнар выпустил три студийных альбома: Första klass, Nummer 1 и Welcome to Sweden. Первые два альбома были выпущены в 2019 году, а третий — 15 мая 2020 года. Welcome to Sweden дебютировал на втором месте в шведском альбомном чарте. Första klass и Nummer 1 занимали первые места.

## Номинации
Эйнар выиграл "Musikförläggarnas pris" в 2019 году в категории «Прорыв года».
На гала-концерте P3 Guld, который транслировался на телеканале SVT государственной вещательной компании Sveriges Radio в 2020 году, Эйнар победил в категории «Песня года» за песню «Katten i trakten».
На церемонии вручения премии Grammis 2020 Эйнар получил награды «Новичок года» и «Хип-хоп года».

## Дискография
| Einár             | Einár |
| ----------------- | ----- |
| Студийные альбомы | 4     |
| Синглы            | 42    |

## Смерть
21 октября 2021 года в возрасте 19 лет был застрелен в Стокгольме.